# Samir Handanovič
Samir Handanovič (ur. 14 lipca 1984 w Lublanie) – słoweński piłkarz, który występował na pozycji bramkarza. Słynął z umiejętności obrony rzutów karnych.

## Kariera klubowa
Samir Handanovič pierwsze kroki stawiał w Slovanie Lublana skąd przeniósł się w 2003 r. do NK Domžale. W sezonie 2003/04 został wypożyczony do NK Zagorje, grającego w drugiej lidze. Po dwóch sezonach spędzonych jako zawodnik tego słoweńskiego klubu został za 40.000 euro piłkarzem grającego w Serie A Udinese Calcio.

### Udinese
W Udine przegrał na początku rywalizację o miano pierwszego bramkarza z Morganem de Sanctisem i rozegrał tylko trzy spotkania. Pierwszy raz Słoweniec pojawił się w zespole Biancorosso w meczu Pucharu Włoch z US Lecce (5:4) 20 listopada 2004 r. W pierwszej lidze zadebiutował 15 maja 2005 podczas zremisowanego 0:0 spotkania z Sampdorią.
Następnie Handanovič został wypożyczony do innego włoskiego klubu – Treviso. Tam również pełnił rolę rezerwowego i także zaliczył trzy występy. Debiut w drużynie ze Stadio Omobono Tenni miał miejsce 28 sierpnia w spotkaniu ligowym z Interem. W styczniu 2006 Słoweniec został w wyniku wymiany na Matteo Sereniego zawodnikiem S.S. Lazio, gdzie podstawowym golkiperem był Angelo Peruzzi. Dla Biancocelestich zagrał jedynie w ostatniej kolejce Serie A z Parmą. Kolejnym klubem w karierze Handanoviča było Rimini, w barwach którego udało mu się przebić do podstawowej jedenastki. Pierwszy mecz na Stadio Romeo Neri przypadł na starcie ze zdegradowanym do Serie B Juventusem 9 września 2006. Bardzo dobre występy sprawiły, iż został wybrany drugim najlepszym bramkarzem ligi, za Gianluigim Buffonem. Dla Biancorosso Handanovič zanotował 39 ligowych występów, po czym ponownie trafił do Udinese Calcio, gdyż Rimini nie zdecydowało się wyłożyć umówione 1,2 mln euro,.
Po powrocie na Stadio Friuli wychowanek NK Domžale, po odejściu Morgana De Sanctisa, wygrał rywalizację z doświadczonym Antonio Chimentim i został podstawowym golkiperem drużyny. Złożona przez Rimini oferta transferowa została odrzucona, a Samir podpisał kontrakt z klubem z Udine do czerwca 2012 r. W 2009 r. IFFHS ogłosiła go 11 najlepszym bramkarzem roku. W maju 2011 r. ustanowił rekord ligi broniąc sześć rzutów karnych w sezonie. W sierpniu 2011 podpisał nowy kontrakt z Zebrami. W sumie dla Udinese Handanovič rozegrał 182 ligowe pojedynki.

### Inter
W lipcu 2012 roku postanowił przenieść się do Interu Mediolan. Mediolańczycy zapłacili za niego 11 mln euro oraz oddali połowę karty zawodniczej Marco Davide Faraoniego, który przeniósł się do Udine. Na mocy postanowień czteroletniej umowy zarabia 1,8 mln euro rocznie. Pierwszym meczem Słoweńca dla Nerazzurrich było rozegrane 2 sierpnia spotkanie eliminacyjne w ramach Ligi Europy z Hajdukiem Split. Popisem nieprzeciętnych umiejętności Handanoviča, po przejściu do Interu, było derbowe spotkanie z Milanem, gdy wybronił wiele najtrudniejszych uderzeń na bramkę. Rozegrany 9 grudnia 2012 r. mecz z SSC Napoli był dla niego 200 w Serie A. 21 kwietnia 2013 r. zagrał po raz 300 dla włoskiej drużyny (mecz z FC Parma). W Interze stał się jednym z najlepszych, jeśli nie najlepszym, piłkarzem. 19 czerwca 2013 został ostatecznie wykupiony przez Nerazzurrich. Kwoty transferu nie ujawniono, jednak została ona pomniejszona poprzez oddanie Udinese reszty praw do Faraoniego. Prawdopodobnie wyniosła ona ok. 8 mln euro. W sezonie 2020/2021 wraz z klubem sięgnął po Mistrzostwo Włoch. W lipcu 2023 ogłosił, że odchodzi z Interu Mediolan oraz zakończył piłkarską karierę.

## Kariera reprezentacyjna

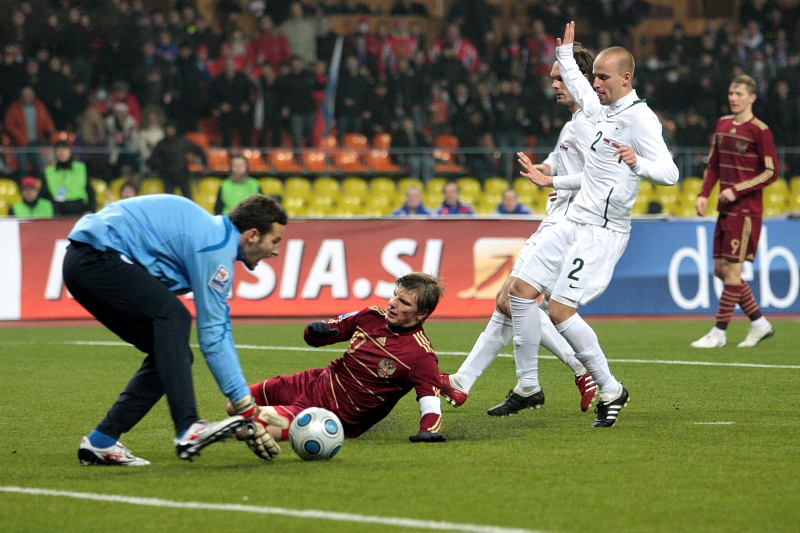
Samir Handanovič podczas meczu Słowenii z Rosją.

W reprezentacji Słowenii Handanovič zadebiutował 17 listopada 2004 w zremisowanym 0:0 spotkaniu ze Słowacją. Wcześniej grywał w drużynie do lat 21. Z seniorską kadrą brał między innymi udział w nieudanych dla Słoweńców eliminacjach do Euro 2008, w których był podstawowym bramkarzem kadry prowadzonej przez Matjaža Keka. W 2009 razem z zespołem narodowym Handanovič wywalczył awans do Mistrzostw Świata w RPA. Na mundialu Słoweńcy odpadli w rundzie grupowej, a Samir wystąpił we wszystkich 3 spotkaniach.

## Życie prywatne
Rodzice Samira mają bośniackie korzenie i pochodzą z Sanskiego Mostu. Jego ojciec zajmuje się sprzedażą używanych aut. Jest żonaty z Zoją Trobec – byłą cheerleaderką KK Union Olimpija, z którą ma syna Alena urodzonego 19 stycznia 2011 roku i urodzonego 3 października 2013 Iana. Ślub odbył się w maju 2012 r. Jego kuzyn Jasmin jest bramkarzem słowieńskiego klubu NK Maribor, a szwagierka jest żoną koszykarza Jasmina Hukicia. Wzorem dla Handanoviča jest Peter Schmeichel.

## Styl gry
Jest obdarzony świetnym refleksem. Nawet gdy nie uda się mu odbić do boku strzału z dystansu potrafi szybko naprawić swój błąd. Dynamicznie wybiega z bramki i bezpardonowo rzuca się napastnikom pod nogi. Jego szybkość i dynamika sprawiają, że ozdobą spotkań są jego parady po strzałach z dystansu oraz interwencje przy rzutach karnych. Umiejętnie się ustawia, a także posiada daleki wyrzut. Jest tytanem pracy, którą uwielbia.

## Sukcesy

### Inter Mediolan
- Mistrzostwo Włoch: 2020/2021
- Puchar Włoch: 2021/2022
- Superpuchar Włoch: 2021, 2022

### Indywidualne
- Najlepszy bramkarz Serie A: 2011[22]
- Jedenastka roku w Serie A: 2011[22]
- Piłkarz Roku w Słowenii: 2009, 2011
- Bramkarz sezonu w Serie A według Goal.com: 2012/13[23]

## Statystyki

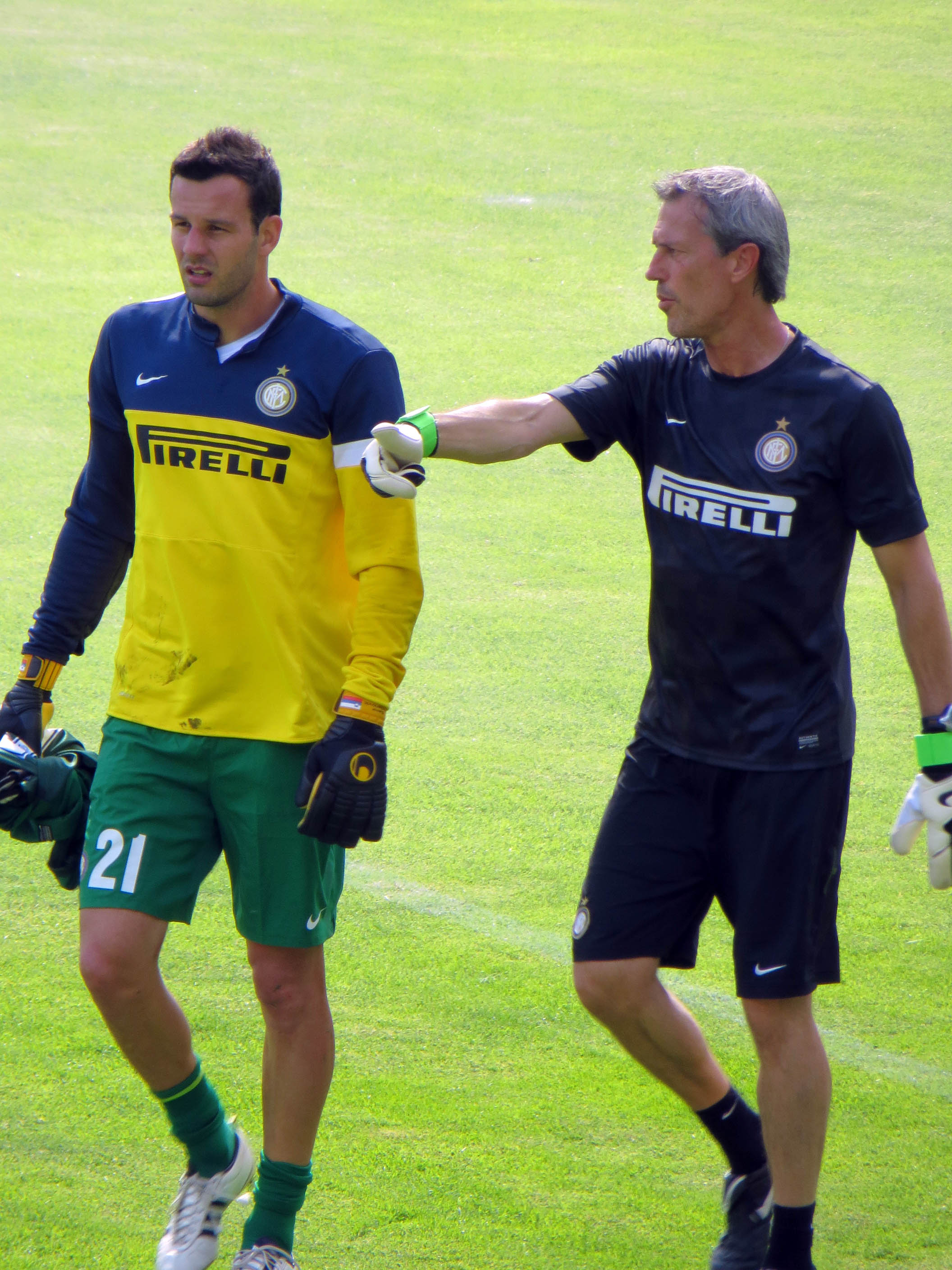
Handanovič i Alessandro Nista

### Klubowe
Stan na 28 stycznia 2019 r.
| Klub                | Sezon               | Liga                | Liga    | Liga | Puchar  | Puchar | Europa | Europa | Razem   | Razem |
| Klub                | Sezon               | Liga                | Występy | Gole | Występy | Gole   | Wystęy | Gole   | Występy | Gole  |
| ------------------- | ------------------- | ------------------- | ------- | ---- | ------- | ------ | ------ | ------ | ------- | ----- |
| Domžale             | 2003/04             | 1.SNL               | 7       | 0    | 0       | 0      | –      | –      | 7       | 0     |
| Domžale             | Razem               | Razem               | 7       | 0    | 0       | 0      | –      | –      | 7       | 0     |
| Zagorje             | 2003/04             | 2.SNL               | 11      | 0    | 0       | 0      | –      | –      | 11      | 0     |
| Zagorje             | Razem               | Razem               | 11      | 0    | 0       | 0      | –      | –      | 11      | 0     |
| Treviso             | 2005/06             | Serie A             | 3       | 0    | 0       | 0      | –      | –      | 3       | 0     |
| Treviso             | Razem               | Razem               | 3       | 0    | 0       | 0      | –      | –      | 3       | 0     |
| S.S. Lazio          | 2005/06             | Serie A             | 1       | 0    | 0       | 0      | –      | –      | 1       | 0     |
| S.S. Lazio          | Razem               | Razem               | 1       | 0    | 0       | 0      | –      | –      | 1       | 0     |
| Rimini              | 2006/07             | Serie B             | 39      | 0    | 2       | 0      | –      | –      | 41      | 0     |
| Rimini              | Razem               | Razem               | 39      | 0    | 2       | 0      | –      | –      | 41      | 0     |
| Udinese Calcio      | 2004/05             | Serie A             | 3       | 0    | 2       | 0      | –      | –      | 5       | 0     |
| Udinese Calcio      | 2007/08             | Serie A             | 35      | 0    | 1       | 0      | –      | –      | 36      | 0     |
| Udinese Calcio      | 2008/09             | Serie A             | 34      | 0    | 1       | 0      | 10     | 0      | 45      | 0     |
| Udinese Calcio      | 2009/10             | Serie A             | 37      | 0    | 3       | 0      | –      | –      | 40      | 0     |
| Udinese Calcio      | 2010/11             | Serie A             | 35      | 0    | 0       | 0      | –      | –      | 35      | 0     |
| Udinese Calcio      | 2011/12             | Serie A             | 38      | 0    | 1       | 0      | 12     | 0      | 51      | 0     |
| Udinese Calcio      | Razem               | Razem               | 182     | 0    | 8       | 0      | 22     | 0      | 212     | 0     |
| Inter Mediolan      | 2012/13             | Serie A             | 35      | 0    | 3       | 0      | 10     | 0      | 48      | 0     |
| Inter Mediolan      | 2013/14             | Serie A             | 36      | 0    | 1       | 0      | –      | –      | 37      | 0     |
| Inter Mediolan      | 2014/15             | Serie A             | 37      | 0    | 0       | 0      | 3      | 0      | 40      | 0     |
| Inter Mediolan      | 2015/16             | Serie A             | 36      | 0    | 2       | 0      | –      | –      | 38      | 0     |
| Inter Mediolan      | 2016/17             | Serie A             | 37      | 0    | 1       | 0      | 5      | 0      | 43      | 0     |
| Inter Mediolan      | 2017/18             | Serie A             | 38      | 0    | 1       | 0      | –      | –      | 39      | 0     |
| Inter Mediolan      | 2018/19             | Serie A             | 21      | 0    | 0       | 0      | 6      | 0      | 27      | 0     |
| Inter Mediolan      | Razem               | Razem               | 240     | 0    | 8       | 0      | 24     | 0      | 272     | 0     |
| Łącznie w karierze: | Łącznie w karierze: | Łącznie w karierze: | 483     | 0    | 18      | 0      | 46     | 0      | 547     | 0     |

### Reprezentacyjne
| Lp. | Data                 | Miejsce                                            | Rywal                    | Wynik | Rozgrywki             | Minuty |
| --- | -------------------- | -------------------------------------------------- | ------------------------ | ----- | --------------------- | ------ |
| 1   | 17 listopada 2004    | Štadión Antona Malatinského, Trnawa                | Słowacja                 | 0:0   | mecz towarzyski       | 90     |
| 2   | 26 marca 2005        | Arena Petrol, Celje                                | Niemcy                   | 0:1   | mecz towarzyski       | 90     |
| 3   | 30 marca 2005        | Arena Petrol, Celje                                | Białoruś                 | 1:1   | eliminacje do MŚ 2006 | 90     |
| 4   | 4 czerwca 2005       | Stadion Dynama Mińsk, Mińsk                        | Białoruś                 | 1:1   | eliminacje do MŚ 2006 | 90     |
| 5   | 7 września 2005      | Stadion Zimbru, Kiszyniów                          | Mołdawia                 | 2:1   | eliminacje do MŚ 2006 | 28     |
| 6   | 17 sierpnia 2005     | Millennium Stadium, Cardiff                        | Walia                    | 0:0   | mecz towarzyski       | 90     |
| 7   | 12 października 2005 | Arena Petrol, Celje                                | Szkocja                  | 0:3   | eliminacje do MŚ 2006 | 90     |
| 8   | 1 marca 2006         | Larnaka                                            | Rumunia                  | 2:0   | mecz towarzyski       | 90     |
| 9   | 4 czerwca 2006       | Stade Félix Houphouët-Boigny, Abidżan              | Wybrzeże Kości Słoniowej | 0:3   | mecz towarzyski       | 44     |
| 10  | 7 lutego 2007        | Športni Park Domžale, Domžale                      | Estonia                  | 1:0   | mecz towarzyski       | 90     |
| 11  | 24 marca 2007        | Stadion Loro-Boriçi, Szkodra                       | Albania                  | 0:0   | eliminacje do ME 2008 | 90     |
| 12  | 28 marca 2007        | Arena Petrol, Celje                                | Holandia                 | 0:1   | eliminacje do ME 2008 | 90     |
| 13  | 2 czerwca 2007       | Arena Petrol, Celje                                | Rumunia                  | 1:2   | eliminacje do ME 2008 | 90     |
| 14  | 6 czerwca 2007       | Stadion Dan Păltinișanu, Timișoara                 | Rumunia                  | 0:2   | eliminacje do ME 2008 | 90     |
| 15  | 22 sierpnia 2008     | Stadion Pod Goricom, Podgorica                     | Czarnogóra               | 1:1   | mecz towarzyski       | 90     |
| 16  | 8 września 2007      | Stade Josy Barthel, Luksemburg                     | Luksemburg               | 3:0   | eliminacje do ME 2008 | 90     |
| 17  | 12 wrzenia 2007      | Arena Petrol, Celje                                | Białoruś                 | 1:0   | eliminacje do ME 2008 | 90     |
| 18  | 13 października 2007 | Arena Petrol, Celje                                | Albania                  | 0:0   | eliminacje do ME 2008 | 90     |
| 19  | 17 października 2007 | Philips Stadion, Eindhoven                         | Holandia                 | 0:2   | eliminacje do ME 2008 | 90     |
| 20  | 21 listopada 2007    | Arena Petrol, Celje                                | Bułgaria                 | 0:2   | eliminacje do ME 2008 | 90     |
| 21  | 6 lutego 2008        | Športni park Nova Gorica, Nova Gorica              | Dania                    | 1:2   | mecz towarzyski       | 90     |
| 22  | 26 marca 2008        | Stadion im. Ferenca Puskása, Budapeszt             | Węgry                    | 1:0   | mecz towarzyski       | 90     |
| 23  | 26 maja 2008         | Gamla Ullevi, Göteborg                             | Szwecja                  | 0:1   | mecz towarzyski       | 90     |
| 24  | 20 sierpnia 2008     | Stadion Ljudski vrt, Maribor                       | Chorwacja                | 2:3   | mecz towarzyski       | 90     |
| 25  | 6 września 2008      | Stadion Miejski, Wrocław                           | Polska                   | 1:1   | eliminacje do MŚ 2010 | 90     |
| 26  | 10 września 2008     | Stadion Ljudski vrt, Maribor                       | Słowacja                 | 2:1   | eliminacje do MŚ 2010 | 90     |
| 27  | 11 października 2008 | Stadion Ljudski vrt, Maribor                       | Irlandia Północna        | 2:0   | eliminacje do MŚ 2010 | 90     |
| 28  | 15 października 2008 | Na Stínadlech, Cieplice                            | Czechy                   | 0:1   | eliminacje do MŚ 2010 | 90     |
| 29  | 19 listopada 2008    | Stadion Ljudski vrt, Maribor                       | Bośnia i Hercegowina     | 3:4   | mecz towarzyski       | 51     |
| 30  | 11 lutego 2009       | Fenix Stadion, Genk                                | Belgia                   | 0:2   | mecz towarzyski       | 90     |
| 31  | 12 sierpnia 2009     | Stadion Ljudski vrt, Maribor                       | San Marino               | 5:0   | eliminacje do MŚ 2010 | 90     |
| 32  | 9 września 2009      | Stadion Ljudski vrt, Maribor                       | Polska                   | 3:0   | eliminacje do MŚ 2010 | 90     |
| 33  | 10 października 2009 | Štadión Pasienky, Bratysława                       | Słowenia                 | 0:2   | eliminacje do MŚ 2010 | 90     |
| 34  | 5 września 2009      | Stadion Wembley, Londyn                            | Anglia                   | 1:2   | mecz towarzyski       | 90     |
| 35  | 14 października 2009 | Stadion Olimpijski, Serravalle                     | San Marino               | 3:0   | eliminacje do MŚ 2010 | 90     |
| 36  | 14 listopada 2009    | Stadion Łużniki, Moskwa                            | Rosja                    | 1:2   | baraż do MŚ 2010      | 90     |
| 37  | 18 listopada 2009    | Stadion Ljudski vrt, Maribor                       | Rosja                    | 1:0   | baraż do MŚ 2010      | 90     |
| 38  | 3 marca 2010         | Stadion Ljudski vrt, Maribor                       | Katar                    | 4:1   | mecz towarzyski       | 70     |
| 39  | 4 czerwca 2010       | Stadion Ljudski vrt, Maribor                       | Nowa Zelandia            | 3:1   | mecz towarzyski       | 90     |
| 40  | 13 czerwca 2010      | Peter Mokaba Stadium, Polokwane                    | Algieria                 | 1:0   | MŚ 2010               | 90     |
| 41  | 18 czerwca 2010      | Ellis Park, Johannesburg                           | Stany Zjednoczone        | 2:2   | MŚ 2010               | 90     |
| 42  | 23 czerwca 2010      | Nelson Mandela Bay Stadium, Port Elizabeth         | Anglia                   | 0:1   | MŚ 2010               | 90     |
| 43  | 11 sierpnia 2010     | Stadion Stožice, Lublana                           | Australia                | 2:0   | mecz towarzyski       | 90     |
| 44  | 3 września 2010      | Stadion Ljudski vrt, Maribor                       | Irlandia Północna        | 0:1   | eliminacje do ME 2012 | 90     |
| 45  | 7 września 2010      | Stadion Crvena zvezda, Belgrad                     | Serbia                   | 1:1   | eliminacje do ME 2012 | 90     |
| 46  | 8 października 2010  | Stadion Stožice, Lublana                           | Wyspy Owcze              | 5:1   | eliminacje do ME 2012 | 90     |
| 47  | 12 października 2010 | A. Le Coq Arena, Tallinn                           | Estonia                  | 1:0   | eliminacje do ME 2012 | 90     |
| 48  | 17 listopada 2010    | Stadion Bonifika, Koper                            | Gruzja                   | 1:2   | mecz towarzyski       | 53     |
| 49  | 25 marca 2011        | Stadion Stožice, Lublana                           | Włochy                   | 0:1   | eliminacje do ME 2012 | 90     |
| 50  | 29 marca 2011        | Mourneview Park, Lurgan                            | Irlandia Północna        | 0:0   | eliminacje do ME 2012 | 90     |
| 51  | 3 czerwca 2011       | Svangaskarð, Toftir                                | Wyspy Owcze              | 2:0   | eliminacje do ME 2012 | 90     |
| 52  | 10 sierpnia 2011     | Stadion Stožice, Lublana                           | Belgia                   | 0:0   | mecz towarzyski       | 90     |
| 53  | 2 września 2011      | Stadion Stožice, Lublana                           | Estonia                  | 1:2   | eliminacje do ME 2012 | 90     |
| 54  | 11 października 2011 | Stadion Ljudski vrt, Maribor                       | Serbia                   | 1:0   | eliminacje do ME 2012 | 90     |
| 55  | 15 listopada 2011    | Stadion Stožice, Lublana                           | Stany Zjednoczone        | 2:3   | mecz towarzyski       | 90     |
| 56  | 29 lutego 2012       | Stadion Bonifika, Koper                            | Szkocja                  | 1:1   | mecz towarzyski       | 90     |
| 57  | 26 maja 2012         | Kufstein Arena, Kufstein                           | Grecja                   | 1:1   | mecz towarzyski       | 90     |
| 58  | 12 października 2012 | Stadion Ljudski vrt, Maribor                       | Cypr                     | 2:1   | eliminacje do MŚ 2014 | 90     |
| 59  | 16 października 2012 | Stadiumi Qemal Stafa, Tirana                       | Albania                  | 0:1   | eliminacje do MŚ 2014 | 90     |
| 60  | 14 listopada 2012    | Arena Narodowa im. Filipa II Macedońskiego, Skopje | Macedonia Północna       | 2:3   | mecz towarzyski       | 90     |
| 61  | 6 lutego 2013        | Stadion Stožice, Lublana                           | Bośnia i Hercegowina     | 0:3   | mecz towarzyski       | 90     |
| 62  | 22 marca 2013        | Stadion Bežigrad, Lublana                          | Islandia                 | 1:2   | eliminacje do MŚ 2014 | 90     |
| 63  | 7 czerwca 2013       | Laugardalsvöllur, Reykjavík                        | Islandia                 | 4:2   | eliminacje do MŚ 2014 | 90     |
| 64  | 14 czerwca 2013      | Veritas Stadion, Turku                             | Finlandia                | 0:2   | mecz towarzyski       | 90     |
| 65  | 6 września 2013      | Stadion Stožice, Lublana                           | Albania                  | 1:0   | eliminacje do MŚ 2014 | 90     |
| 66  | 10 września 2013     | Stadion GSP, Nikozja                               | Cypr                     | 2:0   | eliminacje do MŚ 2014 | 90     |
| 67  | 11 października 2013 | Stadion Ljudski vrt, Maribor                       | Norwegia                 | 3:0   | eliminacje do MŚ 2014 | 90     |
| 68  | 15 października 2013 | Stade de Suisse Wankdorf, Berno                    | Szwajcaria               | 0:1   | eliminacje do MŚ 2014 | 90     |